# Janice Radway
Janice Radway (Englewood, 1949) é uma pesquisadora de estudos literários e culturais norte americana. 

## Biografia
Radway detém uma licenciatura da Michigan State University, 1971, e um mestrado de State University of New York, Stony Brook, 1972. Ela obteve seu doutorado de Michigan State University 1977 com a dissertação "Uma Teoria Fenomenológica da Literatura Popular e Elite". Ela lecionou no Departamento de Civilização Americana na Universidade da Pensilvânia e no Programa de Literatura (que também presidiu) na Duke University. Atuou como editora do American Quarterly, e, em 1998-99, como presidente da American Studies Association. É professora emérita de literatura, desde 2003, na Duke University. Em 2008, tornou-se Professora de Estudos de Comunicação na Northwestern University.
Radway escreve sobre questões de género, cultura popular, etnografia, os leitores e o consumo literário numa época influenciada pelo consumo em massa. 
Publicou em revistas como a American Quarterly, South Atlantic Quarterly, Cultural Studies, Reading in America e Critical Inquiry.